# Andreas Wellinger
Andreas Wellinger, född den 28 augusti 1995, är en tysk backhoppare.
Han tog OS-guld i herrarnas lagtävling i samband med de olympiska backhoppningstävlingarna 2014 i Sotji.